# فيكسد جروب
فيكسد جروب (بالإنجليزية: Fixed Group) هي مجموعة وطنية مصرية مكونة من مجموعة شركات مصرية متخصصة في تكنولوجيا المعلومات و خدمات الامن السيبراني، تأسست بهدف دعم المشروعات الاستراتيجية القومية داخل جمهورية مصر العربية، مع التركيز على توطين صناعة تكنولوجيا المعلومات وتطوير المنتجات المصرية الرقمية. وتقدم خدمات متنوعة تشمل تطوير البرمجيات والأمن السيبراني والحوسبة السحابية وتحليل البيانات والذكاء الاصطناعي وتستهدف قطاعات متعددة مثل المؤسسات الحكومية والبنوك والقطاع الخاص والشركات الصغيرة والمتوسطة.
شاركت فيكسد جروب في تنفيذ عدد كبير من المشروعات البارزة من بينها:

المشاركة في تطوير منصة مصر الرقمية. التي تُعد إحدى أبرز مشروعات التحول الرقمي في البلاد وتم تنفيذها بالشراكة بين الحكومة والقطاع الخاص باستخدام خبرات ومنتجات وطنية.

وشاركت ايضا في تطوير وتأمين المنصة الموحدة لخدمات الكهرباء والتي تهدف إلى تيسير الحصول على الخدمات الكهربائية للمواطنين بطريقة رقمية متكاملة.
تركز المجموعة في أعمالها على استخدام الكفاءات الوطنية وتعزيز الاعتماد على الحلول المحلية في مسيرة التحول الرقمي بما يتماشى مع الاستراتيجية القومية للتنمية المستدامة "رؤية مصر 2030".

## التاريخ والنشأة
تأسست مجموعة فيكسد في القاهرة عام 2007  تحت اسم فيكسد سوليوشنز وبدأت نشاطها في مجال الأمن السيبراني  ثم وسّعت نطاق خدماتها تدريجيًا لتشمل تطوير البرمجيات وتحليل البيانات والإستضافة والحوسبة السحابية. ومع مرور الوقت وتنوع مجالات العمل وسعت المجموعة نطاق خدماتها وأسست الكيان الاستثمارى فيكسد جروب الذي يضم أربع شركات متخصصة تعمل ضمن هوية موحدة وتغطي مجالات متعددة في قطاع التكنولوجيا والتحول الرقمي.

## الخدمات والحلول
تضم مجموعة فيكسد جروب أربع شركات تعمل تحت هوية موحدة وهي:
فيكسد سوليوشنز للحلول الرقمية المتكاملة، والتي تمثل النواة الأولى لأنشطة المجموعة، حيث بدأت نشاطها في السوق المصري منذ عام 2007.
وفيكسد سايبر سيكيوريتي وتختص في تقديم خدمات الأمن السيبراني وحماية البيانات.
فيكسد هوستنج وهي شركة تقدم خدمات الاستضافة والحوسبة السحابية.
فيكسد إنوڤيشن وتُعنى بتطوير الحلول التكنولوجية المبتكرة ودعم ريادة الأعمال.

وتقدم الشركة مجموعة واسعة من الخدمات منها:
- الأمن السيبراني: تشمل خدمات الحماية من التهديدات الإلكترونية وتأمين الشبكات.[5]
- تطوير البرمجيات: تصميم وتطوير تطبيقات مخصصة لتلبية احتياجات العملاء.[5]
- الإستضافة والحوسبة السحابية: توفير حلول استضافة سحابية مرنة وآمنة.[5]
- تحليل البيانات: استخدام تقنيات الذكاء الاصطناعي لتحليل البيانات ودعم اتخاذ القرار.[5]
- التحول الرقمي: مساعدة المؤسسات في تبني استراتيجيات رقمية فعالة.[5]

## المشاريع القومية
- شاركت فيكسد جروب في تنفيذ مشاريع وطنية مثل منصة مصر الرقمية[2] وتم تنفيذها بالشراكة بين الحكومة والقطاع الخاص باستخدام خبرات ومنتجات وطنية.
- كما نفذت منصة الكهرباء الموحدة[3] والتي تهدف إلى تيسير الحصول على الخدمات الكهربائية للمواطنين بطريقة رقمية متكاملة.
- كما شاركت في تقديم خدمات التوقيع الإلكتروني بعد حصولها على الترخيص من  هيئة تنمية صناعة تكنولوجيا المعلومات ايتيدا التابعة لوزارة الاتصالات وتكنولوجيا المعلومات لدعم المشروعات الاستراتيجية للتحول الرقمي بمصر.[6]
- كما نفذت منصة "الإشراف العلمي" للطلاب بالتعاون مع وزارة التعليم العالي والبحث العلمي والتي تهدف الي سرعة إتمام الإجراءات الخاصة بوضع الطلاب والطالبات، تحت الإشراف العلمي من خلال ميكنة دورة العمل.[7]
- كما نفذت منصة "ادرس في مصر" بالتعاون مع وزارة التعليم العالي والبحث العلمي والتي تهدف الي تقديم وتيسير الخدمات على الطلاب الوافدين للدراسة في الجامعات المصرية.[7]
- كما قدمت خدمات تأمين قنوات الدفع الإلكتروني لشركة إيزي كاش EasyCash Wallet لخدمات الدفع الإلكتروني للارتقاء بخدمات الدفع الالكتروني.[8]

## المشاركات والمبادرات
- وقعت فيكسد جروب بروتوكول تعاون مع بنك مصر لتقديم خدمات التحول الرقمي وأمن المعلومات.[9]
- كما وقعت اتفاقية تعاون مشترك مع الشركة المصرية للخدمات المجتمعية (خدماتي) لتقديم الخدمات الالكترونية وتطوير منظومة الخدمات المقدمة للمواطنين وذلك للارتقاء بمستوي الخدمات المقدمة للمواطنين.[10]
- كما وقعت اتفاقية مع مؤسسة جامعات المعرفة الدولية فى مجال الأمن السيبراني ولتطوير الخدمات المقدمة للطلاب.[11][12]
- كما وقعت اتفاقية شراكة استراتيجية وتعاون مشترك مع عرب سات وإيجيبت سات للتعاون في مجال خدمات التحول الرقمي والأمن السيبراني.[13]
- كما شاركت في تقديم خدمات تأمين قنوات الدفع الإلكتروني لشركة الأهلي ممكن، إحدى شركات "الأهلي تمكين" التابعة للبنك الأهلي المصري ضمن شراكة تهدف إلى دعم البنية التحتية للمدفوعات الرقمية وتعزيز الشمول المالي في مصر.[14]
- كما شاركت في معرض بلاك هات الشرق الأوسط وأفريقيا والذى يعد الحدث الأكبر في مجال الأمن السيبراني وتكنولوجيا تأمين البيانات في الشرق الأوسط وأفريقيا.[15]
- كما شاركت في مؤتمر أمن المعلومات والأمن السيبراني “CAISEC’22 " بمشاركة عدد من الشركات العملاقة مثل: ديل تكنولوجيز ومجموعة بنية وإى فاينانس وشركات مايكروسوفت وسيسكو وهواوي وانتل واورنج والبنك التجاري الدولي وشركات ستار لينك وسايشيلد وفي إم وير وكاسبرسكي واكسكلوسيف نتوركس وبروف بوينت وسايبر فورس وسيتريكس وألكان تليكوم وفيكسد جروب وبرق ولوجريثم وفيس بوينت وفيكتوري لينك وتاليس ونت سكاوت وانومالي وتوب تك.[16]

## الشهادات والاعتمادات
- حصلت فيكسد على شهادة ISO/IEC 27001:2022 لنظام إدارة أمن المعلومات مما يعكس التزامها بتطبيق أعلى معايير الأمن السيبراني وحماية البيانات.[17][18]
- كما حصلت علي شهادة اعتماد الجودة العالمية CMMI من مركز تقييم واعتماد هندسة البرمجيات بهيئة تنمية صناعة تكنولوجيا المعلومات اتيدا.[19]

## المسؤولية الاجتماعية
- تؤمن فيكسد جروب بأهمية المسؤولية الاجتماعية حيث قامت برعاية فصل دراسي خيري بالتعاون مع مؤسسة "من أحياها" دعمًا للتعليم في المناطق الأكثر احتياجًا.[20]
- وشاركت في تدريب 2000 شاب ضمن مبادرة "شباب مصر الرقمية" تحت رعاية الدكتور عمرو طلعت وزير الاتصالات وتكنولوجيا المعلومات وبالشراكة مع المعهد القومي للاتصالات.[21][22]

## روابط خارجية
- الموقع الرسمي
- صفحة الشركة على LinkedIn
- صفحة الشركة على Facebook